# Clyde Bernhardt
Clyde Bernhardt (Gold Hill, 11 juli 1905 - Newark, 20 mei 1986) was een Amerikaanse jazztrombonist en orkestleider.

## Carrière
Clyde Bernhardt groeide op in Harrisburg en begon op 17-jarige leeftijd trombone te spelen. Zijn carrière begon tijdens de jaren 1920 in ensembles als Bill Eady's Ellwood Syncopators, Tillie Vennie, Odie Cromwell's Wolverine Syncopators, Charlie Grear's Original Midnite Ramblers, het Richard Cheatham Orchestra, de Whitman Sisters, het Honey Brown Orchestra en Ray Parker jr.. In 1931 werkte hij bij King Oliver. In het midden van het decennium speelde hij ook met Alex Hill, The Alabamians, Billy Fowler, Ira Coffey's Walkathonians en Vernon Andrade.
In 1937 werd hij tot 1942 lid van het Edgar Hayes Orchestra, waarna hij speelde in de bands van Jay McShann, Cecil Scott, Luis Russell, Leonard Feather, Pete Johnson, Wynonie Harris, Claude Hopkins en met Paul en Dud Bascomb. Tijdens deze periode leidde hij ook zijn eigen formatie The Blue Blazers, voordat hij van 1948 tot 1951 opnieuw speelde bij Luis Russell. Onder zijn eigen naam nam hij tussen 1946 en 1953 enkele 78-toeren-platen op, waarop hij zong onder het pseudoniem Ed Barron.
Van 1952 tot 1970 speelde hij bijkomstig in Joe Garlands Society Orchestra. Tussen 1972 en 1979 leidde hij de Harlem Blues and Jazz Band, waarbij Doc Cheatham, Charlie Holmes, Happy Caldwell, Tommy Benford, Francis Williams en Miss Rhapsody speelden. Na 1979 werd hij wegens gezondheidsproblemen gedwongen om de leiding van de Harlem Blues and Jazz Band op te geven, maar hij speelde nog tot aan zijn dood in 1986 in Barry Martyns formatie Legends of Jazz. Eerder publiceerde hij zijn autobiografie, die hij samen had geschreven met Sheldon Harris (I Remember).

## Overlijden
Clyde Bernhardt overleed in mei 1986 op 80-jarige leeftijd.
- Bibliothèque nationale de France: cb13955188w (data)
- CiNii: DA04388528
- Gemeinsame Normdatei: 134327756
- International Standard Name Identifier: 0000 0000 5517 7541
- Library of Congress Control Number: n85133137
- MusicBrainz: 526520d8-ea85-4dac-bd67-2acf116db62d
- Nationale Bibliotheek van Israël: 987007407600605171
- Nederlandse Thesaurus van Auteursnamen: 074648942
- Virtual International Authority File: 44491083
- WorldCat: E39PBJqVY383RhwvMyByVdPYT3